# حادثة إطلاق النار في تل أبيب يناير 2016
في 1 يناير 2016 بحدود الساعة 14:40 حسب التوقيت المحلي، أقدم شخص مسلح على إطلاق النار في حانة «هاسيمتا» («الزقاق»)، في شارع ديزنغوف في تل أبيب. مما أسفر عن مقتل 3 اشخاص وإصابة سبعة آخرين. وقد نُفذ الهجوم بسلاح "Spectre M4". تمكن المُنفذ من الفرار بسيارة أجرة قاتلًا سائقها. وفي 8 يناير 2016 تمكنت وحدة اليمام من الإمساك به وقتله في قرية عرعرة مسقط رأسه.

## الهجوم
ذُكر أن المسلح كان يرتدي ملابس سوداء ونظارة شمسية، وقبل أن ينفذ الهجوم كان متواجدًا في متجر بجانب الحانة، حيث أخرج سلاحه من حقيبته وبدأ بإطلاق النار على مطعم السوشي ومقهى وحانة «هاسيمتا»، حيث بدا أنها كانت الهدف الرئيسي.
بعد وقتٍ قصير من إطلاق النار في شارع ديزنغوف، استقل المُنفذ سيارة أجرة في شارع ابن جبيرول، قُرب ميدان رابين ونحو 750 مترًا إلى الشرق من موقع الهجوم. وفي وقتٍ لاحق أطلق المُنفذ النار على سائق سيارة الأجرة، وهو عربي يُدعى «أمين شعبان»، حيث عُثر عليه مقتولًا شمالي تل أبيب قُرب فندق مندرين.
وقد تم التعرف على ضحايا الهجوم وهما اثنين «ألون بكال» مالك حانة «هاسيمتا» و«شمعون رويمي» البالغ من العمر 30 عامًا من بلدة أوفاكيم. وفيما بعد تم العثور على الهاتف الخليوي الخاص بالمُنفذ قرب رمات أفيف، على بعد بضعة أميال شمالي موقع الهجوم.

## المنفذ
حددت الشرطة أن مُنفذ الهجوم هو عربي إسرائيلي، يبلغ من العمر 31 عامًا، يُدعى «نشأت ملحم» من سكان وادي عارة. اعتقل عام 2007 بتهمة محاولة سرقة بُندقية من جندي إسرائيلي، حيث هاجمه بمفك براغي، مُنتقمًا لمقتل ابن عمه الذي لاقى حتفه عام 2006 بنيران الجيش الإسرائيلي. ادعى بعض أقاربه موضحين سبب هجومه في تل أبيب أنه مُختل عقليًا، ومنهم من أكد أنه لا ينتمي إلى أي جماعة أو حركة سياسية، في الوقت التي ظنت به الشرطة أنه قد يكون مُرتبطًا بتنظيم الدولة الإسلامية.

## المطاردة
مُباشرةً بعد الحادثة، بدأت القوات الإسرائيلية حملة مُطاردة واسعة النطاق في جميع أنحاء منطقة تل أبيب لملحم. في أعقاب الحادثة أعلن بنيامين نتنياهو أنه تمت زيادة القوات في المناطق القريبة بحثًا عن المنفذ. وبالرغم من مكان ملحم المجهول، طلبت إسرائيل المساعدة من السلطة الفلسطينية في الضفة الغربية للبحث عنه وجلب المعلومات الممكنة لمعرفة مكانه، والتي بدورها وافقت وأكدت أنها مستعدة لتسليمه في حال كان متواجدًا في الضفة الغربية. وذكرت عائلته أنه في حال عودته إلى المنزل فإنها ستخبر السلطات فورًا. بعد عدة أيام، وسعت الشرطة الإسرائيلية بحثها إلى البلدات العربية الشمالية حيث مسقط رأس المنفذ.
في الأيام التي تلت إطلاق النار، اعتُقِل محمد ملحم والد المُنفذ، بالإضافة إلى عدد من أفراد عائلته وأصدقائه، بشبهة التسبب بموت متعمد، والانتماء إلى تنظيم غير قانوني، والتآمر لارتكاب جريمة. في 8 يناير 2016 طوقت قوات من وحدات شرطية وعسكرية خاصة كامل أحياء قرية عرعرة، بعد توافر معلومات عن وجود ملحم في مسقط رأسه، وعندما أخذت القوات من الاقتراب من مكان اختباء ملحم، حاول الفرار إلا أنها أطلقت النيران عليه وأردته قتيلًا.